# Territorio de la Sierra Nevada y Motilones
El territorio de la Sierra Nevada y Motilones fue un territorio federal de los Estados Unidos de Colombia, creada en marzo de 1871.

## Generalidades
El territorio comprendía una vasta región indígena al norte de la actual Colombia, separado en dos zonas por la cuenca del río Cesar. La parte noroccidental correspondía a la Sierra Nevada de Santa Marta, cubriendo la región entre las poblaciones de Palomino, Patillal, Tembladera y Puebloviejo; la segunda sección se encontraba hacia el suroriente limitado por la Sierra de los Motilones (oriente) y los ríos Cesar (occidente), Jobo (norte) y Casacará (sur).
Aunque jurisdiccionalmente pertenecía al Estado Soberano del Magdalena, su administración estaba a cargo del gobierno federal, el cual nombraba a un prefecto para la dirección de este territorio. Entre sus funciones, el prefecto de la Sierra Nevada y Motilones debía fomentar la reducción a la vida civilizada de los indígenas motilones, que según los informes se habían vuelto hostiles con los colonos venidos de Santa Marta y otras regiones. Los arhuacos (el otro grupo nativo que habitaba esta región), en tanto eran pacíficos y comerciaban activamente con los colonos. Los principales poblados de la Sierra Nevada y Motilones eran Atánquez, Espíritu Santo, Marocaso, Rosario, San Antonio, San Miguel y San Sebastián de Rábago.
En el territorio se producían variados y ricos productos agropecuarios: arroz, maíz, ñame, caña de azúcar, papas, arracachas, plátanos, cacao, frisoles y legumbres, así como hamacas, sombreros, cestos, tabaqueros y otros artículos. Durante una expedición norteamericana hecha en 1871 se descubrieron en la zona minas de plata, cobre y carbón de piedra.